# Linea 3 (metropolitana di Shanghai)
La Linea 3 della Metropolitana di Shanghai è una linea del sistema metropolitano di Shanghai. Si estende per più di 40 km ed è servita da 29 stazioni.

## Stazioni

Mappa dettagliata del percorso

| Linea 3 (三号线) |                                |                           |
| #                | Stazione                       | Collegamenti              |
| 1                | North Jiangyang Road           |                           |
| 2                | Tieli Road                     |                           |
| 3                | Youyi Road                     |                           |
| 4                | Baoyang Road                   |                           |
| 5                | Shuichan Road                  |                           |
| 6                | Songbin Road                   |                           |
| 7                | Zhanghuabang                   |                           |
| 8                | Songfa Road                    |                           |
| 9                | South Changjiang Road          |                           |
| 10               | West Yingao Road               |                           |
| 11               | Jiangwan Town                  |                           |
| 12               | Dabaishu                       |                           |
| 13               | Chifeng Road                   |                           |
| 14               | Hongkou Football Stadium       | Linea 8                   |
| 15               | Dongbaoxing Road               |                           |
| 16               | Baoshan Road                   | Linea 4                   |
| 17               | Shanghai Railway Station       | Linea 1; Linea 4          |
| 18               | Zhongtan Road                  | Linea 4                   |
| 19               | Zhenping Road                  | Linea 4; Linea 7          |
| 20               | Caoyang Road                   | Linea 4; Linea 11         |
| 21               | Jinshajiang Road               | Linea 4                   |
| 22               | Zhongshan Park                 | Linea 4                   |
| 23               | West Yan'an Road               | Linea 4                   |
| 24               | Hongqiao Road                  | Linea 4; Linea 10         |
| 25               | Yishan Road                    | Linea 1; Linea 4; Linea 9 |
| 26               | Caoxi Road                     |                           |
| 27               | Longcao Road                   |                           |
| 28               | Shilong Road                   |                           |
| 29               | Shanghai South Railway Station | Linea 1                   |